# ピエール1世 (ブルボン公)

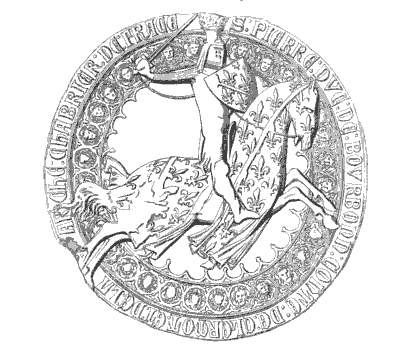
ピエール1世のシール

ピエール1世（Pierre Ier, 1311年 - 1356年9月19日）は、第2代ブルボン公（1341年 - 1356年）。初代ブルボン公ルイ1世とマリー・ダヴェーヌ（エノー伯兼ホラント伯ジャン2世の娘）の子。
ピエール1世は精神的にやや不安定で、神経衰弱（精神疾患が遺伝するのであればおそらく遺伝する）であったとされており、息子ルイ2世同様、娘のジャンヌやその息子のフランス王シャルル6世にもその病状ははっきりと現れていた。

## 生涯

### 生い立ち
ピエール1世は、1337年に勃発した百年戦争の戦いに参加した。1339年夏、ボーヴェー司教ジャン・ド・マリニーによるボルドー攻撃に参加したが、これは失敗に終わった。1341年、父ルイ1世の死によりブルボン公位を継承した。1341年秋にはノルマンディー公ジャンのブルターニュ遠征に参加した。また、1342年5月19日にアヴィニョンで行われた教皇クレメンス6世の戴冠式に出席した。
1342年の夏までに、ピエール1世はウー伯ラウール1世・ド・ブリエンヌとともに、フィリップ6世がブルターニュで遠征している間、北からの攻撃よりフランスを守る援護部隊の指揮を与えられた。1343年8月、ピエール1世とヴィエノワのドーファンアンベール2世はアヴィニョンでの講和会議においてフランス大使を務めたが、イングランド王エドワード3世が使節の最も年下の者以外の派遣を拒否したため、交渉は無駄に終わった。

### ラングドックの軍司令官として
1345年8月8日、ピエール1世はフィリップ6世により南西軍の司令官に任命された。対戦相手は、ピエール1世の任命翌日にボルドーで軍隊の下船を完了したダービー伯ヘンリー（後のランカスター公）であった。
ピエール1世は9月に軍司令官としてラングドックに到着した。その時までにダービー伯はすでに遠征を開始しており、前月にベルジュラックを占領し、同地に駐在していたフランス軍を壊滅させたことによりフランスの防衛は混乱に陥った。ピエール1世はアングレームに拠点を置き、新しい軍隊を編成するための大規模な徴兵運動を開始したが、その指揮はノルマンディー公に委ねられた。しかし10月21日、ダービー伯はオーベロッシュの外でこの軍の一部に対して再び圧倒的な勝利を収めた。ノルマンディー公はその知らせを聞くと遠征を断念した。11月初旬、ピエール1世は軍隊を解散し、北へ向けて出発した。
ダービー伯はフランス軍司令官が戦場にいないことを利用して、重要な要塞都市ラ・レオルを包囲した。ピエール1世は包囲を解くための軍隊を集めるため、ラングドックと行軍地方で召集令を布告した。しかし、兵の多くはノルマンディー公ジャンから解散されたばかりの軍隊からまだ戻ってくる最中であったため、結果は芳しくなかった。アルマニャック伯ジャン1世もルエルグの領地から兵を集めようとしたが、ほとんど成果がなかった。1346年1月初旬、ラ・レオルの守備隊は休戦下の中、進軍した。
1346年冬、ピエール1世は冬季の宿舎をアジャンに置いたが、他の都市の多くが占領されるかイングランドのものとなったため、アジャンは急速に孤立しつつあった。しかし、南西部におけるこれまで最大のフランス軍の努力とともに春を迎えた。ピエール1世とボーヴェー司教は、前年甥がダービー伯に捕らえられた教皇の資金援助もあり、トゥールーズで新たな軍隊を立ち上げた一方、ノルマンディー公ジャンはピエール1世とともに、ブルゴーニュ公ウード4世、ウー伯ラウール2世・ド・ブリエンヌ、フランス元帥や石弓兵隊長などの高官を含むかなりの貴族を北部から連れてきた。4月、ノルマンディー公はロット川とガロンヌ川の合流点を支配下に置くエギュイヨンの町を包囲した。ノルマンディーに上陸したエドワード3世を阻止するためにノルマンディー公ジャンが緊急に北に呼び戻された8月においても、ピエール1世らはまだそこに残っていた。ダービー伯はこれを利用して秋に遠征を行った。こうして1346年のフランスの南部遠征は何の成果も挙げられずに終わった。

### 外交上の役割
1347年7月、ピエール1世はカレー降伏直前の数日間、カレー郊外でイングランドとの交渉に参加したが、失敗に終わった。
1354年2月8日、ピエール1世はナバラ王カルロス2世に対するジャン2世の使者に任命されたブローニュ枢機卿ギーとともに、カルロス2世の望むものは何でも提供する権限を与えられた。2人はマントの城でナバラ王と面会し、2人の王太后、廷臣や大臣の一群が同行したが、そのほとんどが多かれ少なかれ公然とナバラ王カルロス2世に共感していた。この条約は2月22日に締結され、ナバラ王カルロス2世にバス＝ノルマンディーのかなりの部分が与えられ、同地においてノルマンディー公と同等の権利を持つこととなった。
1355年1月、ピエール1世はフランス大法官ピエール・ド・ラ・フォレとともにアヴィニョンへの外交使節団として派遣され、そこでランカスター公ヘンリーと第10代アランデル伯リチャード・フィッツアラン率いるイングランド使節と会談することになっていた。この使節団の目的は、前年にギーヌで作成された草案に基づく和平条約を正式に批准することであった。しかしその後、フランスの政策は変わり、フランス大使らはイングランド側の要求を拒否するだけで、新しい提案を何も出さなかった。このため、交渉はすぐに決裂し、会議は既存の停戦を6月24日までさらに数か月延長すること以外は何も得られずに終わった。
1355年5月、フランス王とイングランドと同盟を結んでいたナバラ王との間で開戦が近づいていることが確実となったが、この時ピエール1世はナバラ王カルロス2世のためにジャン2世に対し交渉を行っていた王太后ブランシュが率いる派閥に属していた。結局ジャン2世は譲歩し、5月31日にはナバラ王カルロス2世の赦免に同意した。
7月にピエール1世と大法官は停戦延長について交渉するためイングランド大使らと会談した。フランスとイングランドの両政府は戦争再開を決定していたため、当然のことながらこれらの交渉は全く意味がなく無駄なものであった。
ピエール1世は1356年9月19日にポワティエの戦いで戦死し、パリのジャコバン修道院の教会（現存しない）に埋葬された。

## 子女
1326年にヴァロワ伯シャルルの娘でフランス王フィリップ6世の異母妹であるイザベル・ド・ヴァロワと結婚し、1男7女をもうけた。
- ルイ2世（1337年 - 1410年） - ブルボン公[8]
- ジャンヌ（1338年 - 1378年） - フランス王シャルル5世と結婚[9]
- ブランシュ（1339年 - 1361年） - 1353年にカスティーリャ王ペドロ1世と結婚[9]
- ボンヌ（1341年 - 1402年） - 1355年にサヴォイア伯アメデーオ6世と結婚[9]
- カトリーヌ（1342年 - 1427年 パリ） - アルクール伯ジャン6世と結婚[9]
- マルグリット（1344年 - 1416年） - 1368年にアルブレ領主アルノー＝アマニューと結婚[9]
- イザベル（1345年） - 早世
- マリー（1347年 - 1401年 ポワシー[1]） - ポワシーの女子修道院長